# Hong Un-jong
Hong Un-jong (kor. 홍은정, ur. 9 marca 1989 w Hamgyong) – gimnastyczka pochodząca z Korei Północnej, złota medalistka olimpijska z Pekinu. 

## Sukcesy
| Rok  | Zawody               | Miasto | Miejsce | Konkurencja      | Punktacja |
| ---- | -------------------- | ------ | ------- | ---------------- | --------- |
| 2008 | Igrzyska olimpijskie | Pekin  | 1       | Skok przez konia | 15.650    |